# Diana Marcela Bolaños
Diana Marcela Bolaños Rodríguez (24 de septiembre de 1981) es una bióloga marina de Colombia, quién ha estudiado y clasificado varios tipos de platelmintos. Recibió la beca para mujeres en la ciencia "L'Oréal-UNESCO Fellowship" en 2010, fue seleccionada como bióloga colombiana del año en 2012, y en 2013 fue nombrada por la BBC como una de las diez mejores mujeres en Ciencia en Latinoamérica.

## Biografía
Diana Marcela Bolaños Rodríguez nació en 1981 en Bogotá, Colombia, y creció allí. A la edad de 19 años se matriculó en la Universidad Jorge Tadeo Lozano en el campus de Santa Marta en el Caribe colombiano. Después de completar su trabajo de pregrado con una tesis en platelmintos, en 2003, Bolaños continuó su educación en la Universidad de New Hampshire (UNH) en los Estados Unidos. Ella recibió su doctorado en zoología de UNH en Durham, New Hampshire, en 2008 con un Premio para Excelencia en investigación del Departamento de Zoología. Su búsqueda se enfoca en platelmintos policlados, un gusano marino qué es único en su capacidad de generar tejido a través de células madre.
Se casó con el estadounidense, Joseph Dunn, quien conoció mientras estaba en New Hampshire, y en 2008 regresó a Colombia para continuar su investigación, completando una base de datos de especies de platelmintos y sus grupos taxonómicos. Bolaños también tomó un puesto de enseñanza como profesora visitante en la Universidad de los Andes (Uniandes). En 2010, le fue otorgada una beca L 'Oréal-UNESCO para Mujeres en la ciencia y ella utilizó el premio para completar su investigación posdoctoral en Uniandes. Bolaños entonces tomó un puesto como asistente de docencia en el Programa de Biología en la Universidad de Cartagena. En 2012 fue nombrada bióloga colombiana del año y en 2013 fue nombrada uno de las diez mejores científicas en Latinoamérica por la BBC. A pesar de las dificultades de encontrar financiación para investigación, Bolaños ha permanecido en Colombia, en parte para inspirar a otros interesados en ciencia y en parte para llenar el vacío generado por tantos posgraduados de Colombia que siguen siendo parte de la diáspora. Ha continuado su investigación y está trabajando en comparaciones entre policlados, planarias] y otros tipos de platelmintos y sus capacidades de regeneración. Además, ha publicado artículos numerosos en revistas internacionales revisadas por pares, como Evolution & Development (Desarrollo y Evolución), la Revista de Historia Natural y Zootaxa en las áreas de evolución y biológico sistemática, y a su vez ha continuado su educación en cursos como la sociedad para biología del desarrollo, curso corto dictado en Montevideo, Uruguay.

## Trabajos seleccionados
- Bolaños Rodríguez, Diana Marcela; Quiroga Cárdenas, Sigmer Yamuruk (2003). Taxonomía y anotaciones ecológicas de los gusanos planos marinos de vida libre (Platyhelminthes: Turbellaria: Polycladida) asociados al litoral rocoso del área de Santa Marta, Caribe Colombiano (Tesis) (en español). Bogotá, Colombia: Universidad Jorge Tadeo Lozano.
- Bolaños Rodríguez, Diana Marcela; Quiroga Cárdenas, Sigmer Yamuruk; Litvaitis, Marian K (2004). "Un nuevo acotylean flatworm, Armatoplana colombiana sp. Nov. (Platyhelminthes: Polycladida: Stylochoplanidae) de la costa de Caribe de Colombia, América Del sur". Zootaxa. 1162: 53@–64. ISSN 1175-5334.
- Quiroga Cárdenas, Sigmer Yamuruk; Bolaños Rodríguez, Diana Marcela; Litvaitis, Marian K (2004). "Una lista de control de polyclad flatworms (Platyhelminthes: Polycladida) de la costa de Caribe de Colombia, América Del sur". Zootaxa. 1163: 1@–12. ISSN 1175-5334.
- Quiroga Cárdenas, Sigmer Yamuruk; Bolaños Rodríguez, Diana Marcela; Litvaitis, Marian K (2004). "Polycladidos (Platyhelminthes:¿Turbellaria¿) del Atlántico Tropical Occidental". Revista Biota Colombiana. 5 (2): 159@–172. ISSN 0124-5376.
- Quiroga Cárdenas, Sigmer Yamuruk; Ardila Espitia, Néstor Enrique; Bolaños Rodríguez, Diana Marcela (2004). "Aphelodoris antillensis Berg, 1897 (Opisthobranchia: Nudibranchia: Halgerdidae), registro nuevo del Caribe colombiano". Colombia Boletín De Investigaciones Marinas Y Costeras. Consejo Editorial Invemar. 33: 257@–259. ISSN 0122-9761.
- Quiroga Cárdenas, Sigmer Yamuruk; Bolaños Rodríguez, Diana Marcela; Litvaitis, Marian K (2006). "Primera descripción de profundo-mar polyclad flatworms del Del norte Pacific: Anocellidus n. gen. profundus n. sp. (Anocellidae, n. fam.) Y Oligocladus voightae n. sp. (Euryleptidae)". Zootaxa. 1317: 1@–19. ISSN 1175-5334.
- Quiroga Cárdenas, Sigmer Yamuruk; Bolaños Rodríguez, Diana Marcela; Litvaitis, Marian K (2007). "Cinco especie nueva de cotylean flatworms (Platyhelminthes: Polycladida) del Caribe más ancho". Zootaxa. 1650: 1@–23. ISSN 1175-5334.
- Quiroga Cárdenas, Sigmer Yamuruk; Bolaños Rodríguez, Diana Marcela; Litvaitis, Marian K (2008). "Dos especie nueva de flatworms (Platyhelminthes: Polycladida) de la pendiente continental del Golfo de México". Revista de la Asociación Biológica Marina del Reino Unido. Cambridge Prensa universitaria. 88 (7): 1363@–1370. doi:10.1017/s0025315408002105. ISSN 0025-3154.
- Litvaitis, Marian K; Bolaños Rodríguez, Diana Marcela; Quiroga Cárdenas, Sigmer Yamuruk (2010). "Cuándo los nombres son incorrectos y los colores engañan: desenredando el Pseudoceros bicolor complejo de especie (Polycladida)". Revista de Historia Natural. 44 (13@–14): 829@–845. doi:10.1080/00222930903537074. ISSN 1464-5262.
- Bolaños Rodríguez, Diana Marcela; Liana, Marcin; Litvaitis, Marian K; Quiroga Cárdenas, Sigmer Yamuruk (2012). "Morfología comparativa del epidermis de siete especies de polyclad". Zoologischer Anzeiger. Gustav Fischer Verlag. 251 (3): 206@–214. ISSN 0044-5231.
- Bolaños Rodríguez, Diana Marcela; Bonilla León, Edna Carolina; Brown Almeida, Federico David (noviembre de 2012). "El maravillos mundo de los policládidos". hipÓtesis (En español). Apuntes Científicos Uniandinos. 13: 21@–24.